# Spára
Spára je úzký prostor nebo plocha mezi dvěma předměty, které se téměř nebo zcela dotýkají, ale nejsou spolu pevně spojeny. Tento pojem se používá zejména ve stavebnictví (dilatační spára, ložná spára, styčná spára, připojovací spára) a ve strojírenství. 
V některých případech může být spára zcela nebo zčásti vyplněna izolačním materiálem. Někdy bývá překrývána krycí lištou.